# Vallée Saint-Ladre (Amiens)
Le quartier de la Vallée Saint-Ladre  situé au nord d'Amiens prolonge, au nord, le quartier du Pigeonnier.

## Histoire
Le quartier doit son nom à la présence, en ces lieux, du XIIe siècle au XVIIe siècle d'une maladrerie. Cette établissement qui accueillait des malades atteints de la lèpre fut abandonné en 1672, la maladrerie étant alors transférée à La Madeleine. Le lieu fut alors laissé à l'abandon jusqu'à la fin du XXe siècle.

## Morphologie du quartier
Dans les années 1970, le quartier fut conçu dans le cadre d'une ZAC de 95 ha avec le souci de rompre avec les principes d'urbanisme qui prévalurent lors de la construction des grands ensembles du quartier du Pigeonnier situé plus au sud. Les règles urbanistiques suivies marquent la volonté de valoriser l'environnement, 10 ha sont composés d'espaces boisés et 5 ha sont consacrés à une voirie paysagère : rues bordées d'arbres, talus engazonnés, chemins pédestres...
La caractéristique essentielle de ce nouveau quartier est qu'il est composé, à près de 80 %, d'habitat individuel. A la lisière du quartier se situent une zone commerciale, la cuisine et les ateliers municipaux. Le lycée professionnel Romain Rolland est également situé dans ce quartier.

## Sociologie du quartier
La volonté des concepteurs du quartier était de favoriser la mixité sociale en mêlant des logements locatifs et des propriétés privées pavillonnaires. La construction de 873 logements était prévue au départ, permettant d'accueillir entre 3 et 4 000 habitants. 350 logements HLM dont une partie était réservée aux Amiénois relogés ici après avoir quitté un habitat insalubre furent construits.